# Aeroportul Texada/Gillies Bay
Aeroportul Texada/Gillies Bay (IATA: YGB, ICAO: CYGB) este un aeroport din Columbia Britanică, Canada ce deservește zona Texada Island⁠(d).
Situat la o altitudine de 99 m, aeroportul dispune de o singură pistă.